# Kabinett Durnwalder I
Das Kabinett Durnwalder I war die X. Südtiroler Landesregierung. Es war das erste Kabinett unter dem langjährigen Landeshauptmann Luis Durnwalder. Das Kabinett war vom 17. März 1989 bis zum 10. Februar 1994 im Amt. Gewählt wurde es vom Südtiroler Landtag in seiner Zusammensetzung nach den Wahlen 1988.

## Zusammensetzung
| Name                  | Amt                                         | Partei                      | Sprachgruppe |
| --------------------- | ------------------------------------------- | --------------------------- | ------------ |
| Luis Durnwalder       | Landeshauptmann                             | SVP                         | deutsch      |
| Otto Saurer           | Landeshauptmannstellvertreter               | SVP                         | deutsch      |
| Remo Ferretti         | Landeshauptmannstellvertreter (1)           | Democrazia Cristiana        | italienisch  |
| Giancarlo Bolognini   | Landesrat/Landeshauptmannstellvertreter (2) | Democrazia Cristiana        | italienisch  |
| Erich Achmüller       | Landesrat                                   | SVP                         | deutsch      |
| Franz Alber           | Landesrat                                   | SVP                         | deutsch      |
| Werner Frick          | Landesrat                                   | SVP                         | deutsch      |
| Bruno Hosp            | Landesrat                                   | SVP                         | deutsch      |
| Alois Kofler          | Landesrat                                   | SVP                         | deutsch      |
| Sepp Mayr             | Landesrat                                   | SVP                         | deutsch      |
| Alessandro Pellegrini | Landesrat (1)                               | Democrazia Cristiana        | italienisch  |
| Giuseppe Sfondrini    | Landesrat                                   | Partito Socialista Italiano | italienisch  |
| Hugo Valentin         | Landesrat (3)                               | SVP                         | ladinisch    |

(1) Am 16. Februar 1993 nahm der Landtag den Rücktritt des Landesrates und Landeshauptmannstellvertreters Remo Ferretti an und wählte Alessandro Pellegrini zum Landesrat.

(2) Am 2. März 1993 wurde Giancarlo Bolognini zum Landeshauptmannstellvertreter bestellt.

(3) Am 9. November 1993 wählte der Landtag Hugo Valentin zum Landesrat der ladinischen Sprachgruppe, um die Zusammensetzung der Landesregierung den im Landtag vertretenen Sprachgruppen anzupassen.